# Philippe Lafontaine
Pour les articles homonymes, voir Lafontaine.
Philippe Lafontaine, né le 24 mai 1955 à Gosselies (Charleroi), est un auteur-compositeur et interprète belge. Il connaît le succès en 1989 grâce à la chanson Cœur de loup.

## Carrière
Fils d'un père professeur de latin, Philippe Lafontaine suit sa scolarité dans une école dirigée par des prêtres jésuites mais l'interrompt à l'âge de 15 ans. Il commence ensuite des études d'arts plastiques à l'Institut Saint-Luc de Bruxelles, mais finit par prendre la route, sa guitare sous le bras, et chante dans la rue, devant les touristes. Puis, pendant une douzaine d'années, il vit de petits boulots (fabrication de décors, petits Mickeys pour le magazine Blondie, travaux dans le bâtiment, toitures, pubs et génériques TV, etc.) en parallèle à une carrière de chansonnier, en compagnie de son ami Yvan Lacomblez.
Il enregistre un premier album, Où, en 1978. Il fait la première partie de Popeck à l'Olympia. Il est engagé avec Maurane dans le spectacle Brel en mille temps mis en scène par Albert André Lheureux avec lequel il tourne plusieurs années.
En 1989 le titre Cœur de loup le fait connaître à l'étranger, ce qui lui vaut une Victoire de la musique (révélation variétés masculine de l’année), le Prix Félix de l'artiste de la francophonie au Québec et l'Ève des variétés, à Bruxelles. La même année, il sort Alexis m'attend, dont la musique est similaire de la chanson russe de 1982 d'Alexei Maximov Anniversaire (ru), interprétée successivement en 1987 par Maximov et Ludmila Senchina (ru).
En 1990, il représente la Belgique au Concours Eurovision de la chanson, à Zagreb, en Yougoslavie. Il y interprète la chanson Macédomienne, en hommage à son épouse d'origine macédonienne. Il refuse néanmoins la commercialisation du titre.
En 2000, il écrit une comédie musicale, Célia fée, en l'honneur de sa petite-fille.
Son dernier album date de 2003 : De l'autre rive.

## Vie privée
Philippe Lafontaine se marie à 22 ans. Il a trois enfants et vit dans ce qu'il appelle son « manoir enchanté » dans la banlieue de Bruxelles, acquis grâce aux droits d'auteur de Cœur de loup. En 2001, il est victime de malaria dont une crise le plonge huit jours dans le coma.

## Discographie

### Principaux singles
- 1980 : Bronze bronze
- 1981 : Je ne crie pas, je ne pleure pas
- 1981 : Dis-le-moi
- 1987 : Paramour
- 1989 : Cœur de loup
- 1989 : Alexis m'attend
- 1990 : Fa ma no ni ma
- 1990 : Macédomienne (single promotionnel)
- 1992 : L'Amant tequila
- 1992 : Machine à larmes
- 1994 : L'Hymne à la boule
- 1994 : Venez Venez Zuela
- 1995 : Eiaio
- 1995 : Si...
- 1998 : Bibi débraye

### Auteur-compositeur
Philippe Lafontaine a également écrit plusieurs chansons pour Maurane :
- 1991 : Décidément et Tant c'était bon, sur l'album Ami ou ennemi
- 1995 : Manies manigances et Un amour sans parole, sur l'album Différente
- 2007 : Mousse mousse bébé et D’extase, sur l'album Si aujourd'hui

## Distinctions
- Ève du Théâtre, 1989
- Victoires de la musique, révélation variétés masculine de l’année, 1990
- Prix Félix de l'artiste de la francophonie au Québec, 1990

### Note
1. ↑  Pour toujours est un album en collaboration avec Daniel Capelletti, professeur au Conservatoire de Bruxelles. « Le premier de classe et le cancre », dit Philippe Lafontaine[3]. La chanson, « Bibi débraye », est écrite sur un rythme 5/8, peu usité depuis le « Take Five » de Desmond–Brubeck.